# カール・ゲルデラー
カール・フリードリヒ・ゲルデラー（ドイツ語: Carl Friedrich Goerdeler, 1884年7月31日 - 1945年2月2日）は、ドイツの政治家。反ナチ運動家。第二次世界大戦中にヒトラー暗殺計画に加わるが、失敗して処刑された。

## 経歴

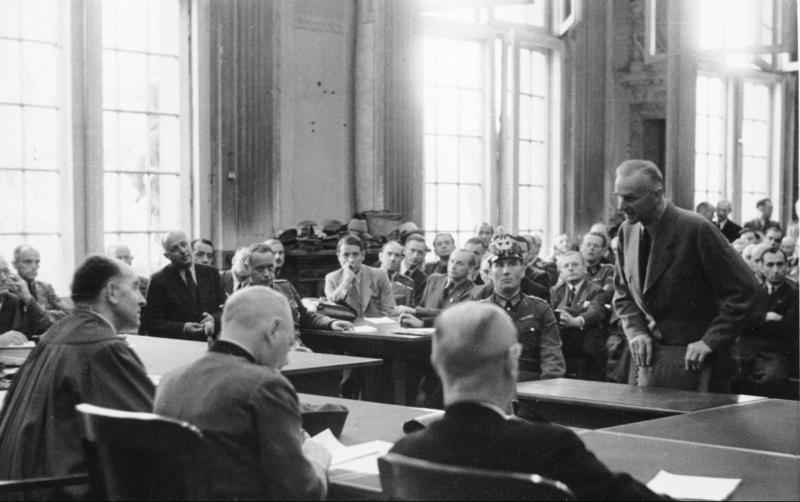
人民法廷で裁判を受けるゲルデラー（起立している人物）。手前左端がローラント・フライスラー裁判長

ゲルデラーはプロイセン王国の役人の息子としてポーゼン県のシュナイデミュール（現ポーランドのピワ）で生まれた。彼は法律を学び、第一次世界大戦後にドイツ国家人民党(DNVP)に入党。1920年から10年間、東プロイセン州の州都ケーニヒスベルクの副市長を務めた後、1930年にライプツィヒ市長になる。 
ゲルデラーはナチスの人種政策に反対し、ナチスと協力したDNVPを1931年に離党した。1933年にはゲルデラーはナチスに反対する少数の政治家のうちの一人となった。1936年にナチスがライプツィヒが誇りとする音楽家フェリックス・メンデルスゾーンの記念碑をユダヤ人故に破壊した時、ゲルデラーは再建に尽力した。その後、彼は再選を求めず市長職を辞職した。 
ゲルデラーは反ヒトラー活動を進め、ヒトラー政権打倒の暁には首相に予定されていた。しかし彼は保守的で君主制に賛意を示し、経済的にはリベラルで、反共産主義的であり、ヒトラー暗殺に反対したことからクライザウ・サークルの若手の反ナチス活動家達から拒否された。
1944年7月17日にゲルデラーの逮捕状が出され、8月12日に投宿した旅館の主人によって密告され逮捕された。
彼は9月9日に人民法廷において死刑を宣告された。彼はゲシュタポの数か月にわたる過酷な尋問に対して極めて多数の共謀者の名前を告げ、これは数百人の逮捕と処刑を引き起こした。
死刑囚監房にいる間、彼はホロコーストはナチスの最悪の犯罪であると記した手紙を書いた。だが同時に反ユダヤ主義のままでもあった。
ゲルデラーは1945年2月2日にベルリン・プレッツェンゼー刑務所で絞首刑に処された。その後、弟のフリッツも死刑を宣告され、3月1日に処刑された。
1. ↑  “GDW-Berlin: Biographie”. www.gdw-berlin.de. 2025年8月20日閲覧。